# (278361) 2007 JJ43
(278361) 2007 JJ43とは、エッジワース・カイパーベルトの外縁近くで太陽の周囲を公転している比較的大型の太陽系外縁天体（TNO）である。(278361) 2007 JJ43の発見画像は2007年に撮影されたものであり、絶対等級4.5である。典型的なアルベドを持つと仮定すると、これはイクシオンとほぼ同じサイズ（直径約530~620 km）を持つとされる。アストロフィジカルジャーナル・レターズの論文で、András Pálらは、(278361) 2007 JJ43の直径を610+170
−140 kmと推定している。
W・M・ケック天文台を用いた2012年のブラウンによる観測は、(278361) 2007 JJ43に衛星が存在しないことを示唆している。
2014年の時点で、太陽から約41.3天文単位離れた位置に存在する。